# Punta Popa
Punta Popa ist eine Landspitze an Danco-Küste des Grahamlands im Norden der Antarktischen Halbinsel. Sie ist eine von zwei Landspitzen auf der Nordwestseite der Coughtrey-Halbinsel im Paradise Harbor.
Argentinische Wissenschaftler benannten sie nach dem Hüttendeck (spanisch popa ‚Poop‘) am Heck eines Schiffs.